# اتفاقية مكافحة الرشوة
اتفاقية مكافحة الرشوة (رسمياً اتفاقية مكافحة رشوة الموظفين العموميين الأجانب في المعاملات التجارية الدولية) هي معاهدة منظمة التعاون الاقتصادي والتنمية التي تهدف إلى الحد من الفساد في الدول النامية عن طريق تشجيع العقوبات ضد الرشاوي في المعاملات التجارية الدولية التي تقوم بها الشركات العاملة في البلدان الأعضاء في الاتفاقية. هدفها هو خلق تكافؤ الفرص بشكل حقيقي في بيئة الأعمال التجارية الدولية اليوم.

## اقرأ أيضاً
- الشفافية الدولية
- اتفاقية الأمم المتحدة لمكافحة الفساد
- اليوم العالمي لمكافحة الفساد